# Tnuva
 (octobre 2016).
Améliorez-le ou discutez des points à vérifier. 
Tnuva, Tnouva ou Tenuvah, (hébreu : « fruit » ou « produit » ; le תנובה) est une coopérative d'Israël spécialisée en lait et produits laitiers. Une grande partie des 630 membres de la coopérative sont des kibboutzim et des moshavim d'Israël. Tnuva est le principal producteur de produits laitiers en Israël.
Tnuva a été créée en 1926, suivant une décision par des chefs de mouvement de Kibboutz pour faire des coopératives pour distribuer et exporter plusieurs types de produits alimentaires. Tnuva a été créée en conséquence, mais a au début seulement livré le lait régulier consommé comme boisson. La société s'est diversifiée avec d'autres produits laitiers dans les années 1930.
Dans les années 1950, Tnuva livre lait et œufs avec des camions réfrigérés dans tout le pays, même les endroits reculés.
L'un des produits emblématique de Tnuva est un fromage blanc, le « cottage cheese ». En 2011, un internaute israélien s'indigne de l'augmentation de 40% du prix du « cottage cheese » depuis 2006 et appelle au boycott. L'augmentation rapide des prix est notamment dû à la prise de contrôle de Tnuva en 2008 par un fonds d'investissement britannique, Apax Partners. L'appel au boycott est massivement relayé et  provoque, d'après Le Monde, le début du « plus vaste mouvement de protestation sociale qu'ait connu Israël » : les « indignés » protestent contre la vie chère. Les ventes de Tnuva baissent alors d'un tiers. Tnuva change alors de direction et diminue de 15 % les prix d'une cinquantaine de produits.
Tnuva s'est retrouvée rapidement en position monopolistique. En 2014, elle détient près de 70 % de parts de marché des produits laitiers. Et elle fait partie des deux entreprises dominantes concernant la production de viande. La marque est très présente dans les supermarchés du pays, où ses produits font partie des consommations de base pour les Israéliens. Tnuva a été pointée par l'autorité anti-trust d'Israël comme monopole, un statut qui place essentiellement la compagnie aux termes du règlement de gouvernement limitant la manière qu'il peut changer le prix de ses produits pour protéger le consommateur et les concurrents plus petits.
En 2006, les fonds d'investissement d'associés de Markstone étaient intéressés pour racheter Tnuva et ses capitaux pour environ 750 millions de dollars. Le directeur-général, Arik Reichman, valorise la société entre 800 millions à 1 milliard de dollars. Un autre obstacle pour vendre la société ou même une grande minorité partagent est la nécessité de convertir le coopérative en société ayant besoin d'une majorité de l'approbation de membres.
En 2014, la société, alors possédée à 56,05 % par Apax, change d'actionnaire majoritaire : le chinois Bright Food rachète les parts d'Apax pour 2,5 milliards de dollars,,.
En 2022, Tnuva détient environ 15 % des parts du marché alimentaire d'Israël et environ 50 % des parts du marché laitier (produits laitiers, boissons au yogourt et fromages). Tnuva commercialise également divers produits végétaux sans produits laitiers, des légumes surgelés (Sunfrost), et des viandes fraîches et congelées (Adom Adom).